# Zack i Miri kręcą porno
Zack i Miri kręcą porno (ang. Zack and Miri Make a Porno) – amerykański film komediowy z 2008 roku w reżyserii i według scenariusza Kevina Smitha. Był to drugi jego film nieosadzony w tzw. View Askewniverse, a pierwszy, którego akcja nie toczy się w New Jersey. Zdjęcia kręcono w Pittsburghu.

## Fabuła
Zack (Seth Rogen) i Miri (Elizabeth Banks) od czasu szkoły średniej są dobrymi przyjaciółmi. Razem wynajmują mieszkanie, mimo że nie są parą. Od pewnego czasu popadają jednak w poważne kłopoty finansowe. Nie stać ich nawet na spłatę bieżących rachunków, a inne długi nie przestają rosnąć. Wówczas wpadają na pomysł, jak w szybki sposób zarobić gotówkę. Postanawiają nakręcić film pornograficzny. Do produkcji angażują znajomych, sami też zamierzają wystąpić. Praca nad filmem nie idzie jednak tak lekko jak przypuszczali. Dodatkowo w czasie pracy Zack i Miri odkrywają, że łączy ich coś więcej, niż przyjaźń.

## Obsada
- Seth Rogen jako Zack Brown
- Elizabeth Banks jako Miriam „Miri” Linky
- Craig Robinson jako Delaney
- Jason Mewes jako Lester
- Traci Lords jako Bubbles
- Jeff Anderson jako Deacon
- Katie Morgan jako Stacey
- Ricky Mabe jako Barry
- Justin Long jako Brandon St. Randy
- Brandon Routh jako Bobby Long
- Tyler Labine jako pijany klient
- Tisha Campbell-Martin jako żona Delaneya
- Tom Savini jako Jenkins
- Jennifer Schwalbach jako Betsy
- Gerry Bednob jako pan Surya
- Kenny Hotz jako Zack II